# Tauisk
Tauisk (russisch Тауйск) ist ein Dorf in der Oblast Magadan im Fernen Osten Russlands. Es hat 319 Einwohner (Stand 1. Oktober 2021).
Der Ort liegt etwa 90 Kilometer westlich der Oblasthauptstadt Magadan auf einer Nehrung bei der Mündung des Flusses Jana in das Ochotskische Meer (nicht zu verwechseln mit dem in die Ostsibirische See mündenden Fluss Jana).
Tauisk ist Sitz der gleichnamigen Landgemeinde (selskoje posselenije), zu der noch die drei Kilometer nordöstlich des Ortskerns unmittelbar bei der Jana-Mündung gelegene Siedlung Jana mit 56 Einwohnern (Stand 1. Oktober 2021) gehört. Durch den Ort führt die Straße Magadan – Arman – Talon.
Die Küstenregion des Ortes ist für ihre Vogelwelt (Langzehenstrandläufer und die in Deutschland vom Aussterben bedrohte Bekassine) bekannt. Sie ist Heimat des Sibirischen Winkelzahnmolches und des in Europa in seinen Beständen bedrohten Wasserschierlings.